# 벨사이즈 파크역
벨사이즈 파크 역 (Belsize Park)은 런던 북서부 벨사이즈파크에 위치한 런던 지하철역이다. 노던 선의 에지웨어 지선을 이루며 초크 팜 역과 햄프스테드 역 사이에 위치해 있다. 운임구역상으로는 2구역에 속한다. 헤이버스토크 언덕의 북쪽 끝에 세워져 있으며, 2011년 7월 역 건물이 등재건축물 2급으로 지정되었다. 역 북쪽으로 멀지 않은 거리에 로열 프리 병원이 위치해 있다.

## 역사
벨사이즈 파크 역은 1907년 6월 22일 차링크로스 유스턴 햄프스테드 철도의 차링 크로스-골더스 그린 구간의 일부로 문을 열었다.  당시 세 개의 엘리베이터가 지하 33.2m 깊이에 위치한 승강장까지 운행되었다. 역사는 레즐리 그린이 설계했으며, 네 개의 아치 창문이 달린 붉은색 차양의 외관을 지니고 있었다. 건설 이후에는 별다른 손을 대지 않다가 1980년대에 들어와서 엘리베이터를 교체하고 새로운 승차기를 설치하게 되었다.
벨사이즈 파크 역은 지하에 런던 심층 방공호가 설치된 런던 지하철역 여덟 곳 중 하나이기도 하다. 제2차 세계 대전 당시에 건설된 방공호로, 국가공무원을 안전하게 수용하기 위한 목적으로 지어졌다. 방공호 입구는 헤이버스톡 힐 나들목과 다운사이드 크레센트, 헤이버스톡 언덕 아래에 위치해 있다.

## 환승
벨사이즈 파크 역과 환승되는 런던 버스 노선으로는 168번, C11번, 야간 노선인 N5번이 있다.

## 갤러리

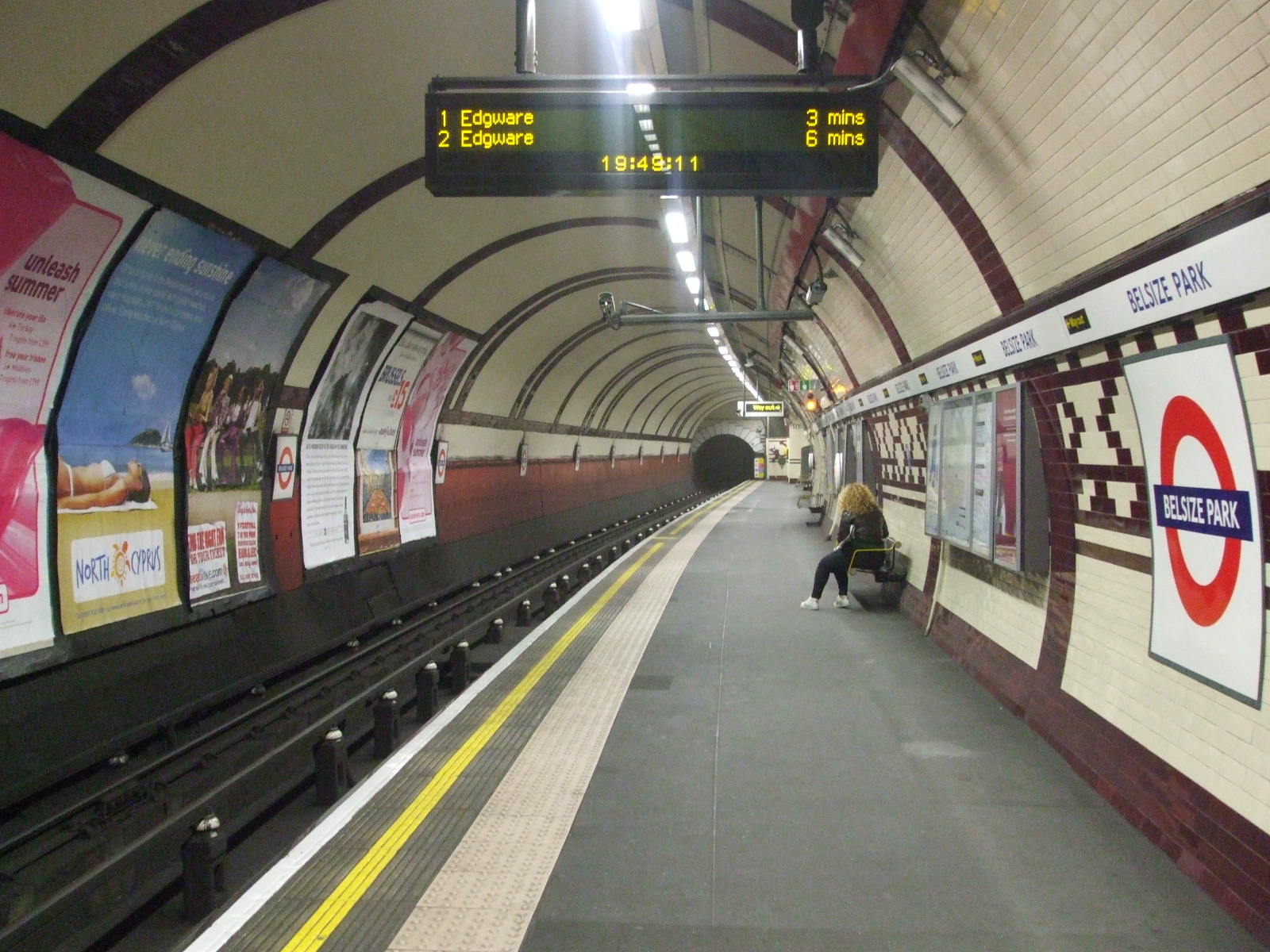
북쪽으로 바라본 하행 승강장
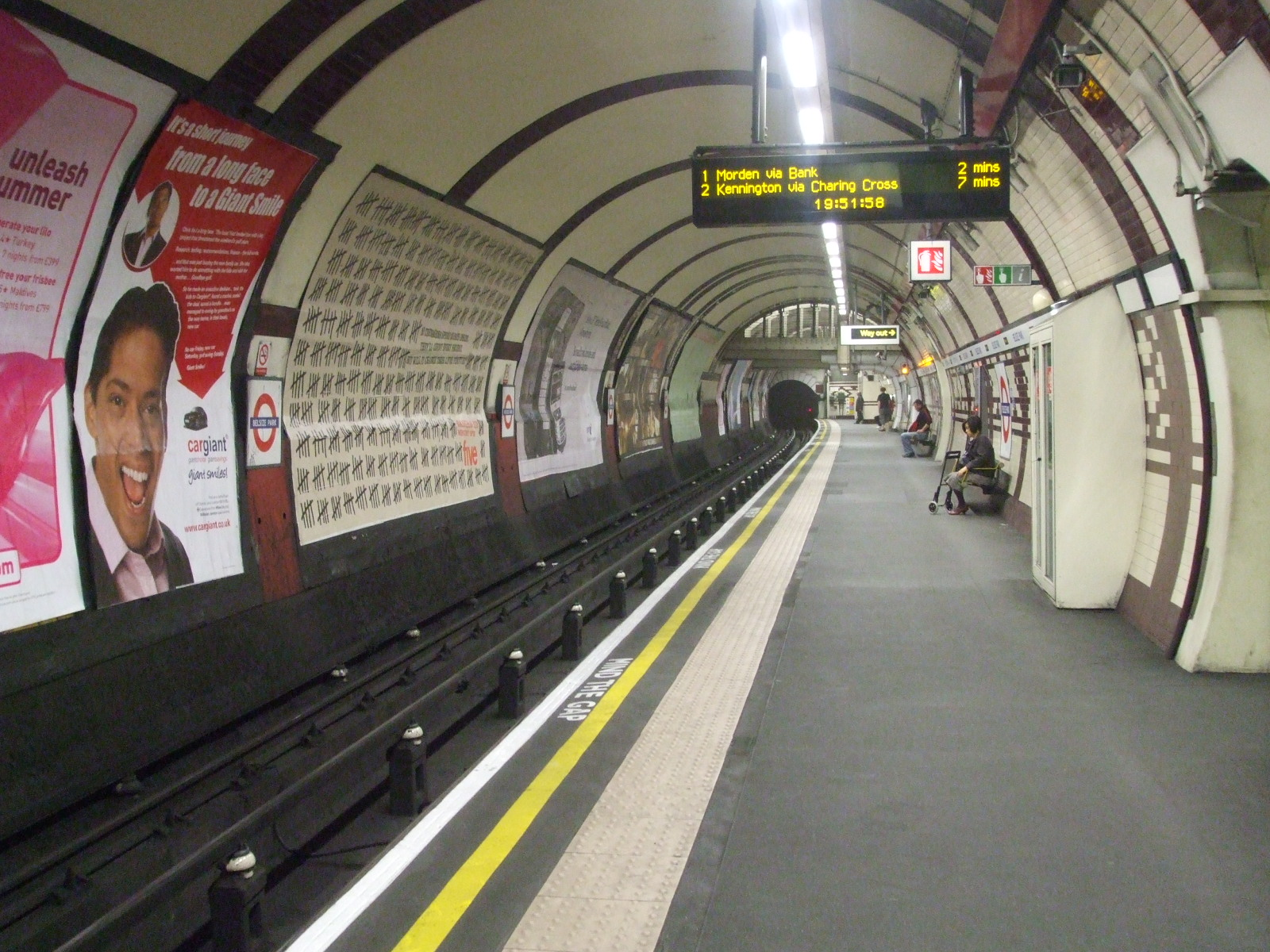
남쪽으로 바라본 하행 승강장
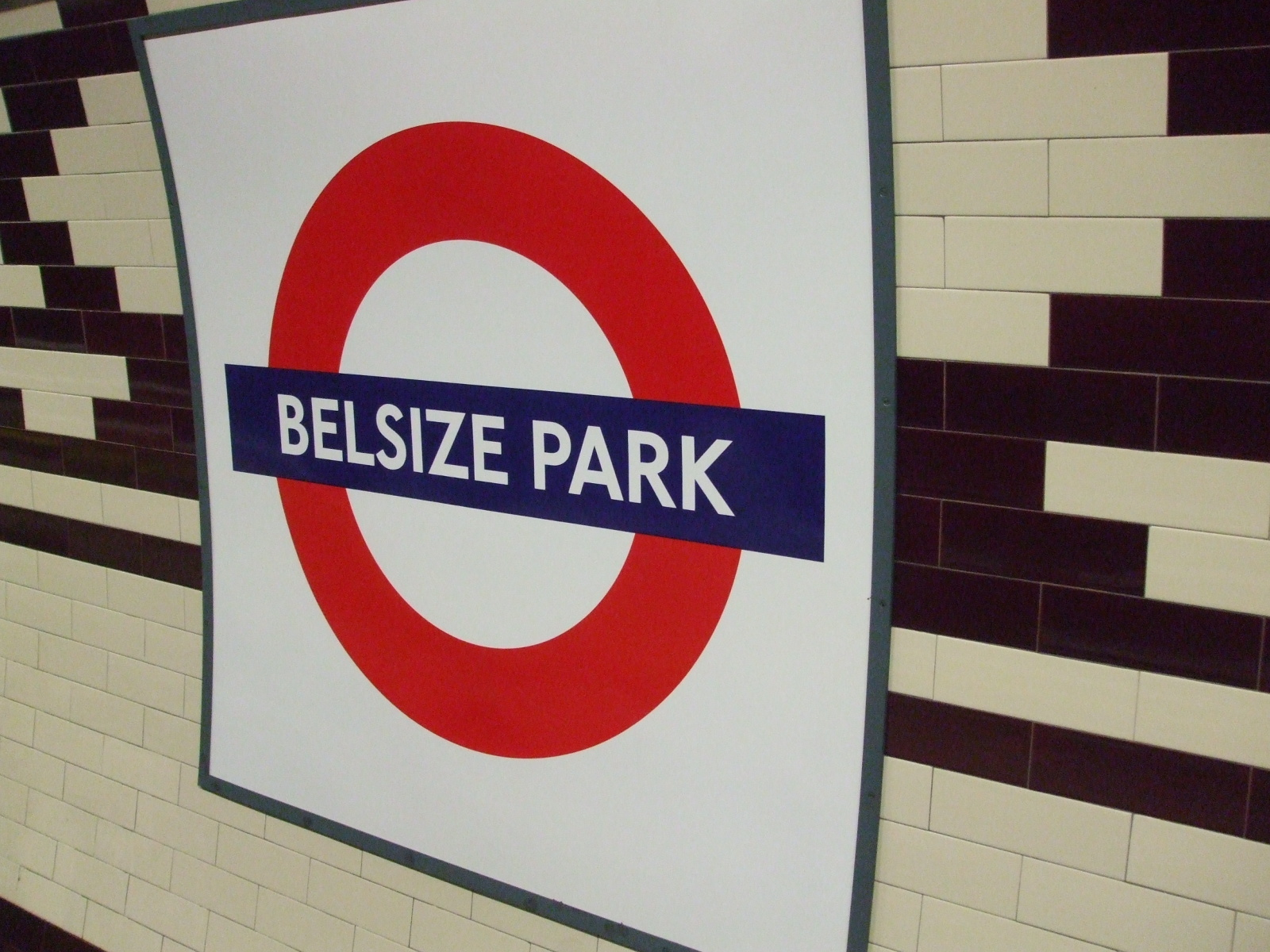
상행 승강장의 역명판
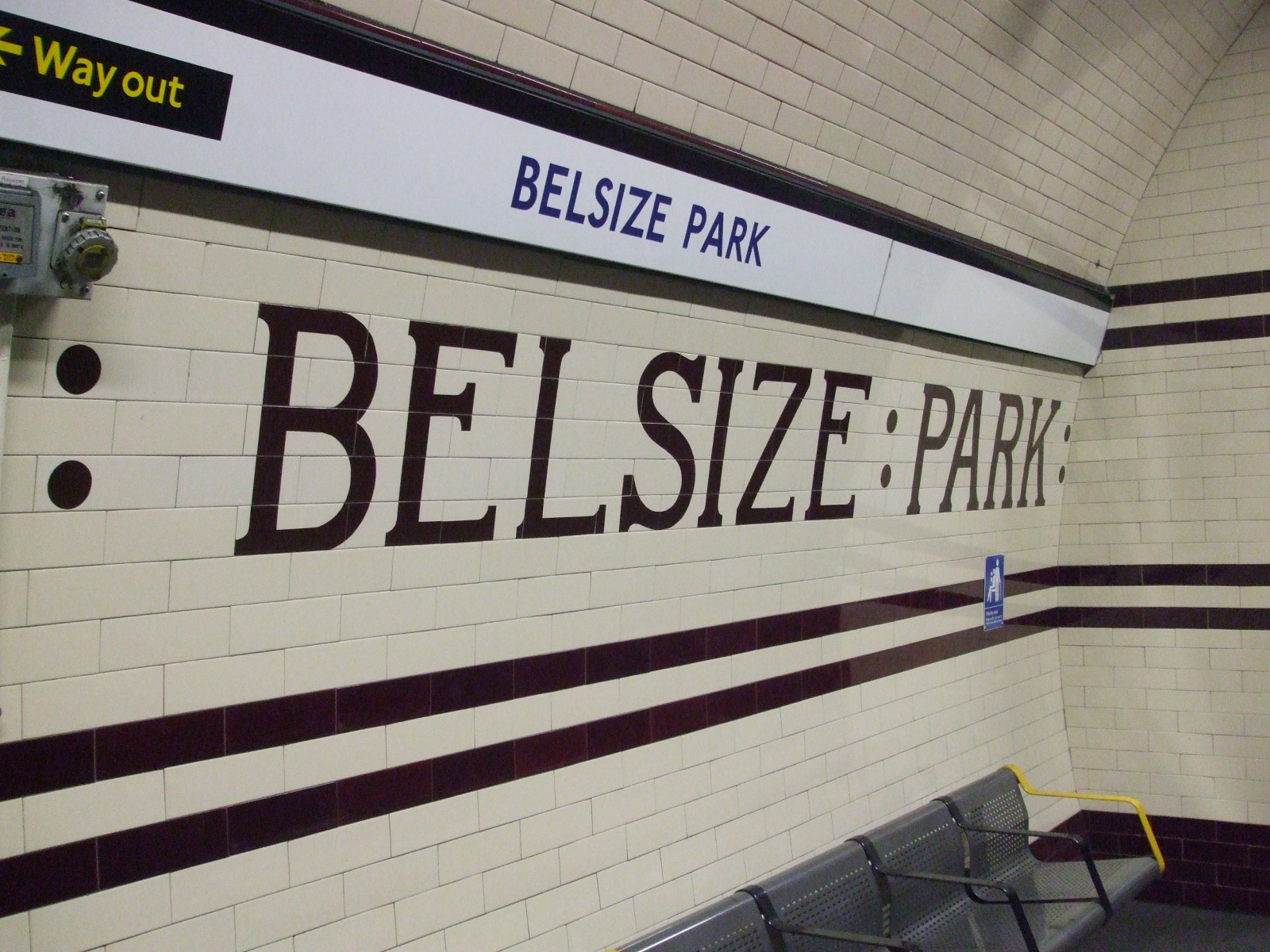
상행 승강장의 옛 타일